# محطة كوري للطاقة النووية
محطة كوري للطاقة النووية هي محطة طاقة نووية تقع في ضواحي بوسان،كوريا الجنوبية.